# Moussu T e lei Jovents

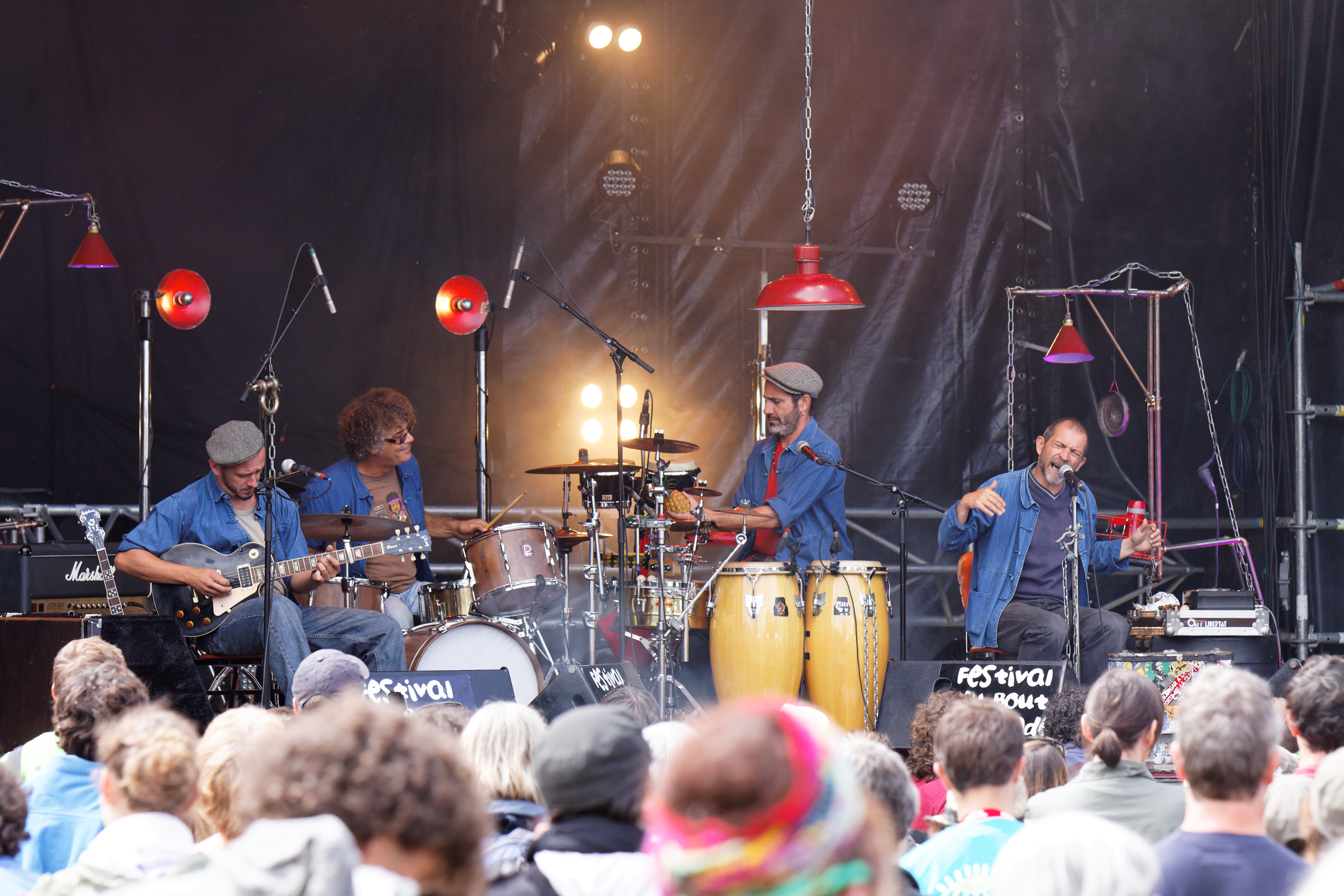
Moussu T e lei Jovents au festival du Bout du Monde le 6 août 2011

Moussu T e lei Jovents est un groupe basé entre Marseille, La Ciotat et Recife au Brésil, composé de Tatou (chanteur du groupe Massilia Sound System), Blù (guitariste du groupe Massilia Sound System et Oai Star), Jamilson (percussionniste brésilien), Stef K (percussions) et Denis (batterie).

## Parcours
Le groupe s’inspire du Marseille des années 1920 et 1930 en célébrant le melting-pot qui y régnait. Diverses influences se retrouvent dans leur musique allant du blues à la musique brésilienne en passant par les opérettes de Vincent Scotto ou les chansons de Victor Gélu. Ils n'hésitent pas à chanter en occitan et reprennent en clôture de leur premier disque Soulòmi de Frédéric Mistral. Les textes oscillent entre légèreté (Comme deux mouches; Quand je la vois je fonds;  la Ciotat...), poésie (Tentacules, la Cambussada...) et textes engagés (Pour de bon ils nous le font, Mon drapeau rouge, Fada republicana).
Un deuxième album Forever Polida est sorti le 28 septembre 2006. Le 22 novembre 2007 sort Inventé à La Ciotat un dual-disc dont la face CD est composé d'un best of du groupe et la face DVD d'un reportage, de clips, et d'extraits de concerts. Cette même année, le groupe participe également à la bande sonore du film Tous à l'Ouest (chanson A La Ciotat). Un quatrième album Home Sweet Home est sorti le 16 octobre 2008,, suivi d'autres albums dans les années 2010. Ils se produisent également dans différents événements musicaux, comme Les Suds à Arles.

## Discographie
- 2005 : Mademoiselle Marseille
- 2006 : Forever Polida
- 2007 : Inventé à La Ciotat (dual disc CD+DVD, best of + remixes)
- 2008 : Home Sweet Home
- 2010 : Putan de cançon
- 2012 : Empêche nous (live)
- 2013 : Artemis
- 2014 : Opérette
- 2016 : Navega
- 2018 : Opérette, vol. 2

### Participation
- Silvério Pessoa – Collectiu Encontros Occitans, titre Maratge
- 1995 : Ragga Balèti. Titres Amor, Oai E Baleti et Vira Dub